# Turks-nationalisme
Turks-nationalisme is een politieke ideologie die het Turkse volk bevordert en verheerlijkt, als een nationale, etnische of taalkundige groep.

## Achtergrond
Het Turks nationalisme ontstond al in de nadagen van het Ottomaanse rijk. In de negentiende eeuw raakte het Ottomaanse rijk in verval en verloor steeds meer grondgebied. Om hier iets tegen te doen ontstond de beweging van de Jonge Turken, die in 1908 aan de macht kwamen. Zij hingen aanvankelijk de ideologie van het Ottomanisme aan in een poging om het rijk bijeen te houden. Maar de uitbraak van de Balkanoorlogen (1912-1913) zorgde ervoor dat zij steeds nationalistischer werden. Velen zagen wel wat in een meer beperkte nationale staat, voorbehouden aan het Turkse volk.
Het definitieve einde van het Ottomaanse Rijk kwam na de deelname aan de Eerste Wereldoorlog (1914-1918). Tijdens de oorlog kozen de Jonge Turken voor de kant van het Duitse Keizerrijk. Dit bleek een wedding op het verkeerde paard. Het Ottomaanse Rijk verloor de oorlog en nadien werd het Ottomaanse Rijk verdeeld onder de overwinnaars. Alleen het hartland Anatolië plus de regio rond Istanbul werden behouden. Dit betekende het einde van de macht van de Jonge Turken.
Een voormalig lid van de Jonge Turken de Ottomaanse generaal Mustafa Kemal pasja (de latere Atatürk) liet het er niet bij zitten en begon de Turkse Onafhankelijkheidsoorlog (1919-1922). De onafhankelijkheidsoorlog wakkerde het Turks nationalisme onder het Turkse volk aan. In die tijd werd ook de tekst van het Turkse volkslied geschreven. Grote stukken land werden terug veroverd, waarna een westers georiënteerde seculiere Turkse nationale staat werd gevestigd onder leiding van Mustafa Kemal pasja (1923). Tijdens zijn presidentschap voerde Mustafa Kemal Atatürk een ingrijpend hervormingsprogramma uit tot modernisering van het land. Omdat Atatürk ook eenheid en nationalisme predikte in de nieuwe republiek, leidde dat ertoe, dat zich onder het Turkse volk een sterk nationalistische identiteit en een gevoel van nationale trots ontwikkelde.
Turkse onderzoekers kwamen in 1931 op het idee van de Turkse Historische These, dat stelde dat volkeren als de Soemeriërs (4000 – 2000 v.Chr.), de Hettieten (1650 – 1190 v.Chr.), de Babyloniërs (1894 – 539 v.Chr.) en de Oude Egyptenaren (3150 – 30 v.Chr.) proto-Turken waren. In 1935 introduceerde Atatürk ook de Zonnetaaltheorie van Hermann Feodor Kvergić in Turkse politieke en educatieve kringen, op het hoogtepunt van pogingen om de Turkse taal van buitenlandse invloed te "reinigen".  Later werd afstand gedaan van deze theorieën.

## Varianten
Beginnend in de nadagen van het Ottomaanse rijk hebben zich in de loop der jaren verschillende vormen van Turks nationalisme ontwikkeld in Turkije. Varianten van het Turks nationalisme zijn onder meer het nationalisme van Atatürk, het panturkisme of turanisme (een vorm of etnisch of raciaal essentieel of nationale mystiek), het Neo-ottomanisme (met imperiale ambities die afkomstig zijn uit het Ottomaanse tijdperk), het anatolianisme (dat het Turkse volk als een afzonderlijke entiteit die zich ontwikkelde na de verovering van Anatolië door de Seltsjoeken in de 11e eeuw).

### Het nationalisme van Atatürk
Deze vorm van nationalisme werd geïmplementeerd door president Mustafa Kemal Atatürk na het vestigen van de republiek Turkije in 1923. Het behoort tot een van de zes principes van het kemalisme, de ideologie van Atatürk. Het kemalistische nationalisme komt voort uit de theorieën over het sociaal contract, vooral uit de burgerlijke nationalistische principes, die bepleit werden door de Franse filosoof Jean-Jacques Rousseau. Het kemalistische begrip van het sociale contract werd beïnvloed door het uiteenvallen van het Ottomaanse rijk, dat werd gezien als een product van het falen van het Ottomaanse Millet-systeem en het ondoelmatige beleid van het Ottomanisme onder de Jong-Turken. Na het uiteenvallen van het Ottomaanse rijk te hebben meegemaakt, definieerden de kemalisten het sociale contract als zijn "hoogste ideaal".
In de jaren dertig werd het kemalisme een allesomvattende staatsideologie gebaseerd op de uitspraken en geschriften van Atatürk. De kemalistische definitie van nationaliteit werd toegevoegd aan artikel 66 van de grondwet van de republiek Turkije. Wettelijk wordt elke burger gedefinieerd als een Turk, ongeacht zijn etniciteit of religie. De wet op het Turkse staatsburgerschap stelt dat een persoon alleen door verraad van zijn staatsburgerschap kan worden beroofd. Kemalistisch nationalisme is een seculier staatsnationalisme, waarbij men gelooft in het principe dat de Turkse staat een ondeelbaar geheel is dat zijn grondgebied en volk omvat, wat wordt gedefinieerd als de "eenheid van de staat". Het nationalisme van Atatürk had niets op met panturkisme of islamisme.

### Panturkisme
Het panturkisme begon met de oprichting van de Turanische maatschappij opgericht in 1839 door de Wolga-Tataren in het Russische rijk. Het had als doelstelling te pleitten voor de de eenheid van de verschillende Turkse volkeren. Deze ideologie verspreidde zich ook naar de de Krimtataren en de Azerbeidzjanen, die ook onder het Russische rijk vielen. Omdat vele aanhangers vervolgd werden in het Russische rijk, emigreerden velen in de loop van de negentiende eeuw naar het Ottomaanse rijk. Daar beïnvloedden ze met hun ideologie ook de Turkse nationalisten. De Turkse nationalisten richtten in 1908 de Turkse maatschappij op, die later uitgebreid werd naar de Turkse Haarden ("Türk Ocakları"). Destijds werden begrippen als panturkisme en turanisme door elkaar heen gebruikt.
De Jong-Turkse revolutie die het bewind van sultan Abdülhamit II omver wierp, liet het Comité voor Eenheid en Vooruitgang aan de macht komen. De oorspronkelijke ideologie die zij aanhingen was het Ottomanisme. Binnen het Ottomanisme streefde men erna om sociale cohesie te creëren binnen het Ottomaanse rijk om te voorkomen dat de verschillende millets het rijk uit elkaar zouden later scheuren. Binnen de Jong-Turken was er ook een fractie, die het panturkisme aanhing. Bekende personen hierbij waren ideoloog Ziya Gökalp en militair Enver Pasja. Enver Pasja kwam samen Talaat Pasja en Djemal Pasja aan de macht in 1913 door middel van een staatsgreep in het Ottomaanse rijk.
In tegenstelling tot veel gelijkgezinden binnen het Comité voor Eenheid en Vooruitgang en de Turkse Haarden, was de latere Turkse president Mustafa Kemal Atatürk geen uitgesproken panturkist. Door aanspraak te maken op gebieden die onder het gezag van de Sovjet-Unie vielen, zou de relatie met hen verstoord raken. Mustafa Kemal wilde zich liever richten op de verdere opbouw van de recent opgerichte Turkse republiek en een goede buurrelatie onderhouden met de Sovjet-Unie. Ondanks zijn afwijzende houding zei hij het volgende:
... "Vandaag de dag is de Sovjet-Unie een goede buur, bondgenoot en een internationale partner. We hebben behoefte aan dit bondgenootschap. Echter, kunnen we niet inschatten wat er morgen gaat gebeuren. Net zoals het Ottomaanse Rijk, het Habsburgse Rijk kan het op een dag uiteenvallen. De volkeren die zij nu overheersen, kunnen hieraan ontsnappen. Er kan een nieuwe machtsbalans ontstaan. Precies dan, moeten wij hierop inspelen. Binnen het huidige machtsblok die wij als bondgenoot zien, bevinden zich onze broeders, waarmee we een historische, taalkundige en culturele verwantschap hebben. Wij moeten vanaf vandaag voorbereidingen treffen om hen te omhelzen, als die dag aanbreekt. Hoe kunnen wij ons hierop voorbereiden? - Door alvast bruggen te slaan. Taal is een brug, religie is een brug, geschiedenis is een brug. We moeten ons in de historie verdiepen die ons uit elkaar heeft gedreven en daar lessen uit trekken. Wij moeten naar onze broeders toe. We kunnen niet verwachten dat zij naar ons toekomen! "
Latere vertolkers van het panturkisme waren Nihâl Atsız en de extreemrechtse Grijze Wolven, die zich verenigden in de partij van ex-kolonel Alparslan Türkeş.

### Anatolianisme
Anatolianisme heeft als uitgangspunt dat de belangrijkste bron van de Turkse cultuur Anatolië (Turks: Anadolu) zou zijn. De belangrijkste basis van deze gedachte is dat het Turkse volk na 1071 een nieuwe civilisatie in Anatolië had gebouwd. Ze wonnen in de Slag van Manzikert. In het vroege republikeinse tijdperk hebben sommige intellectuelen voorgesteld om de oorsprong van het Turkse nationalisme te zoeken in Anatolië, niet in "Turan".
Hilmi Ziya Ülken, een van de grondleggers van anatolianisme, had bezwaar tegen neo-ottomanisme en panislamisme, evenals turanisme. Tussen 1918 en 1919 publiceerde hij de tijdschrift Anadolu met Reşat Kayı. In 1919 schreef Ülken een boek met de titel Anadolunun Bugünki Vazifeleri (Huidige taken van Anatolië), maar het werd niet gepubliceerd. In 1923 publiceerden Ülken en zijn vrienden het tijdschrift Anadolu. Ze hebben gewerkt om een alternatieve gedachte te vormen aan het Ottomaanse, het islamitische en het turanisme, en ze waren tegen de specificiteit van de Turkse geschiedenis, die hun oorsprong buiten Anatolië hadden. Hun conclusie was Memleketçilik (memleket betekent "geboorteland").

### Turkse-islamitische synthese
De spanning tussen pan-turks en pan-islamitisch Turks-nationalisme bleef in het moderne seculiere Turkije. Na de Turkse staatsgreep in 1980 werd de compromisoplossing van een Turks-islamitische synthese (Türk-İslam sentezi) de officiële staatsideologie verklaard.

### Neo-ottomanisme
Het Neo-ottomanisme is een Turkse politieke ideologie die streeft om het Ottomaanse verleden van Turkije te eren en om het bevorderen van een grotere politieke betrokkenheid van de Republiek Turkije binnen (islamitische) regio's die voorheen onder de heerschappij van het voormalige Ottomaanse Rijk stonden. Deze beweging bestaat uit islamisten, die de islam boven het Turks nationalisme stellen. Neo-ottomanisme ontstond in de jaren negentig en bekende vertolkers zijn Cengiz Çandar en Ahmet Davutoğlu. Dit soort nationalisme kwam pas echt in zwang toen de AK-partij van Recep Tayyip Erdoğan in 2003 door verkiezingen aan de macht kwam in Turkije.